# アルペン (企業)
株式会社アルペン（英: Alpen Co., Ltd.）は、愛知県名古屋市中区丸の内二丁目9番40号に本社を置く日本のスポーツ用品販売チェーンカンパニー。自社グループのジャパーナやキスマークジャパンでの商品生産も行う総合スポーツ用品メーカーとしての顔も持つ。

## 概要
1972年創業。2006年3月24日、東京証券取引所第1部に株式上場。運営する店舗には、社名と同名の「SPORTS Alpen」業態のほかに、ゴルフ専門店「GOLF5」業態、大型店舗である「SPORTS DEPO」業態がある。
「アルペン」業態のCMキャラクターに、本社のある名古屋出身の加藤晴彦を長く起用している。2006年からは上村愛子と共演している。90年代初期頃のCMは、「出逢い」を表す作品であった。1993年-2002年にかけて、CMソングに広瀬香美を毎年起用していた。1993-1994シーズンのCMソングで広瀬にとって最大のヒット作品である「ロマンスの神様」は「アルペンのテーマソング」としても多くの人々に知られている。なお「ロマンスの神様」の製作費は当社が一部負担していたため、コマーシャル製作費より当社受取分の印税の方が上回り、コマーシャル放映費とあわせてもほとんど差し引きゼロであった。1995年には映画『ゲレンデがとけるほど恋したい。』を制作した。2002-2003シーズンからは暫くMINMIやmelody.など広瀬以外の歌手を起用していたが、2007-2008シーズンから再び広瀬の楽曲が「アルペン／SPORTS DEPO」CMソングとして使用されている。
一方、ゴルフ専門店「GOLF5」業態のCMでは、女優の萬田久子、プロゴルファーの深堀圭一郎を起用している。2008年までは同じくプロゴルファーの金子柱憲や福嶋晃子などを起用していた。
同業には、「ヴィクトリア」を傘下に持つゼビオ（福島県郡山市）、イオングループに属するメガスポーツ（東京都中央区）、ヒマラヤ（岐阜県岐阜市）などがある。首都圏などの大都市部に強みを持ったヴィクトリアとの激しい競争を乗越え、スキー専門店最大手としての地位を築いた。その後、「GOLF5」や総合スポーツ大規模店舗業態の「SPORTS DEPO」の展開を進め、スキーブーム終焉後もスポーツ用品店最大手としての地位を獲得している。その一方で、合理化や店舗の統廃合を実施している。
グループ会社に、「IGNIO」「Tigora」「Hart」「Fablice」「Tobunda」等のメーカーであるジャパーナ、「kissmark」のメーカーであるキスマークジャパンなどがある。これらグループ会社を含めたオリジナルブランドは、2018年末の段階で11にのぼる。
2008年10月に「Tobunda」等ゴルフクラブのメーカーであったゴルフプランナーをジャパーナに吸収合併、2010年6月にスキー場・ゴルフ場を経営していたロイヤルヒルズをアルペンに吸収合併をするなどのグループ再編を行っている。
ジャパーナは、1997年に撤退したヤマハのスキー部門の設備・スタッフ等を引き継ぎ、前述の「Hart」などのブランドを展開している。営業部長で開発担当者の大高弘昭は、アルベールビルオリンピックの回転金メダリストのフィン・クリスチャン・ヤッゲ（ノルウェー）が使用したスキー板を手がけた。
スキー用品の「Hart」ブランド製品を使用する選手としてはトリノオリンピックのアルペンスキー回転競技で7位、ワールドカップ3位などの実績のある湯浅直樹、バンクーバーオリンピック女子モーグル銀メダリストのジェニファー・ハイル、同競技入賞の上村愛子、村田愛里咲、伊藤みきらがいる。「kissmark」ブランドのスノーボードを使用する選手としては細川孝介らがいる。
低価格でデザイン性に優れたブランドとして「スポーツブランドのユニクロ」を目指した「IGNIO」の展開を2006年3月に開始した。開始時のイメージキャラクターにはタレントの香里奈、塚本高史が起用されていた。最近では「IGNIO電動ハイブリッド自転車」のPRに元競輪選手・自転車競技選手の中野浩一を起用している。
業界トップかつ東京証券取引所プライム市場上場企業だが、創業者の水野家（創業者で会長の泰三と妻、息子で社長の敦之）、親族企業（ミズノインターナショナル）が併せて発行済株式の61.7%（2008年6月30日現在）を持つ同族企業である。

## 沿革
- 2007年9月 - 地上25階建ての新本社ビル（アルペン丸の内タワー）が完成した。
- 2008年6月23日 - Fリーグのオフィシャルスポンサー契約を締結した。
- 2012年4月 - JAPANA（CAMBODIA）CO., LTD.（現・連結子会社）設立。
- 2013年6月 - 売上2,000億円突破
- 2014年
  - 6月 - 株式会社アルペンリゾート（現・連結子会社）を取得。
  - 10月 - JAPANA TECHNICAL CENTER（CAMBODIA）CO.,LTD.（現・連結子会社）を設立。
- 2015年
  - 5月 - 靴とファッションの通販サイト「LOCONDO.jp」を運営する株式会社ロコンドと資本・業務提携。
  - 8月 - 株式会社TG3およびその子会社の株式会社エム・アイ・ゴルフを取得。
- 2016年5月 - 株式会社TG3を株式会社エム・アイ・ゴルフに吸収合併。
- 2017年3月 - 株式会社スポーツロジスティックスを吸収合併。
- 2020年11月17日 - 出資先のエアアジア・ジャパンが自己破産を申請し、翌年の2021年2月24日に東京地方裁判所から破産手続き開始決定を受けた。
- 2022年4月1日 - 旗艦店の「Alpen TOKYO」を新宿ユニカビルにオープン。
- 2023年9月15日 - 西日本地区旗艦店の「Alpen FUKUOKA」をキャナルシティ博多にオープン。
- 2024年3月29日 - 本社エリア旗艦店の「Alpen NAGOYA」をナディアパークにオープン。
- 2025年3月 - 公益財団法人愛知県スポーツ協会とスポーツの発展と地域社会への貢献を目的とした協賛契約を締結[8]。

## 店舗
- SPORTS Alpen（アルペン）- スポーツ用品全般を取り扱う小～中規模店舗。かつてはウィンタースポーツの製品を中心に取り扱っていた。
かつては主力業態だったが、スキーブームの終焉などにより2000年代からは店舗数が激減した。また、大きな三角形の看板を備えた店舗を特徴としていたが、現在は三角形の看板を持たない店舗がほとんどである。閉店後居抜き出店で別の店舗が入居した場合でも大きな三角形の看板が目立ち、元々アルペンの店舗であったということがわかりやすい。
- GOLF5（ゴルフファイブ）- ゴルフ専門店。高級店のGOLF5 PRESTIGE（ゴルフファイブ プレステージ）が派生店舗として展開している。
- SPORTS DEPO（スポーツデポ）- スポーツ用品全般を取り扱う、大規模店舗（800坪～1200坪が主体）。現在の主力業態。
現在、サッカーJリーグの名古屋グランパスエイト、セレッソ大阪、ヴィッセル神戸、コンサドーレ札幌、ジェフユナイテッド市原・千葉、ベガルタ仙台、アビスパ福岡のスポンサーになっている。また、パンパシフィックチャンピオンシップ2009の公式スポンサーの一つでもあった。
- Alpen Outdoors（アルペン アウトドアーズ）- アウトドア用品専門店。さらに登山用品に特化したAlpen Mountains（アルペン マウンテンズ）が派生店舗として展開している。

過去に存在した店舗
- Mift（ミフト）- 靴専門店。2020年にブランド消滅。

なお、岩手県からは一時撤退していたが（競合店として地場資本のタケダスポーツが存在し、ゼビオとも営業エリアが重なった）、2013年6月に再出店を果たした。

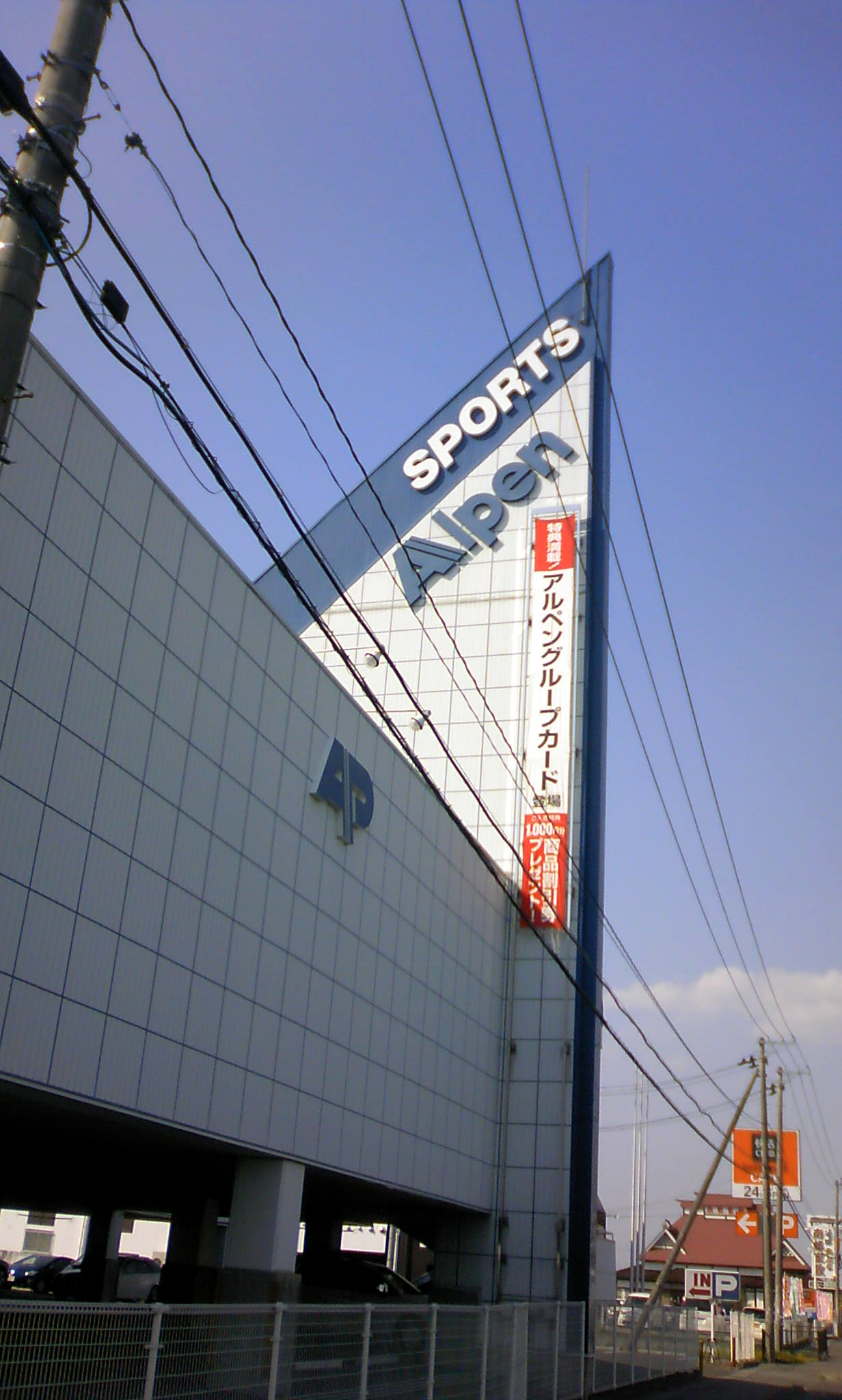
アルペン名取植松店
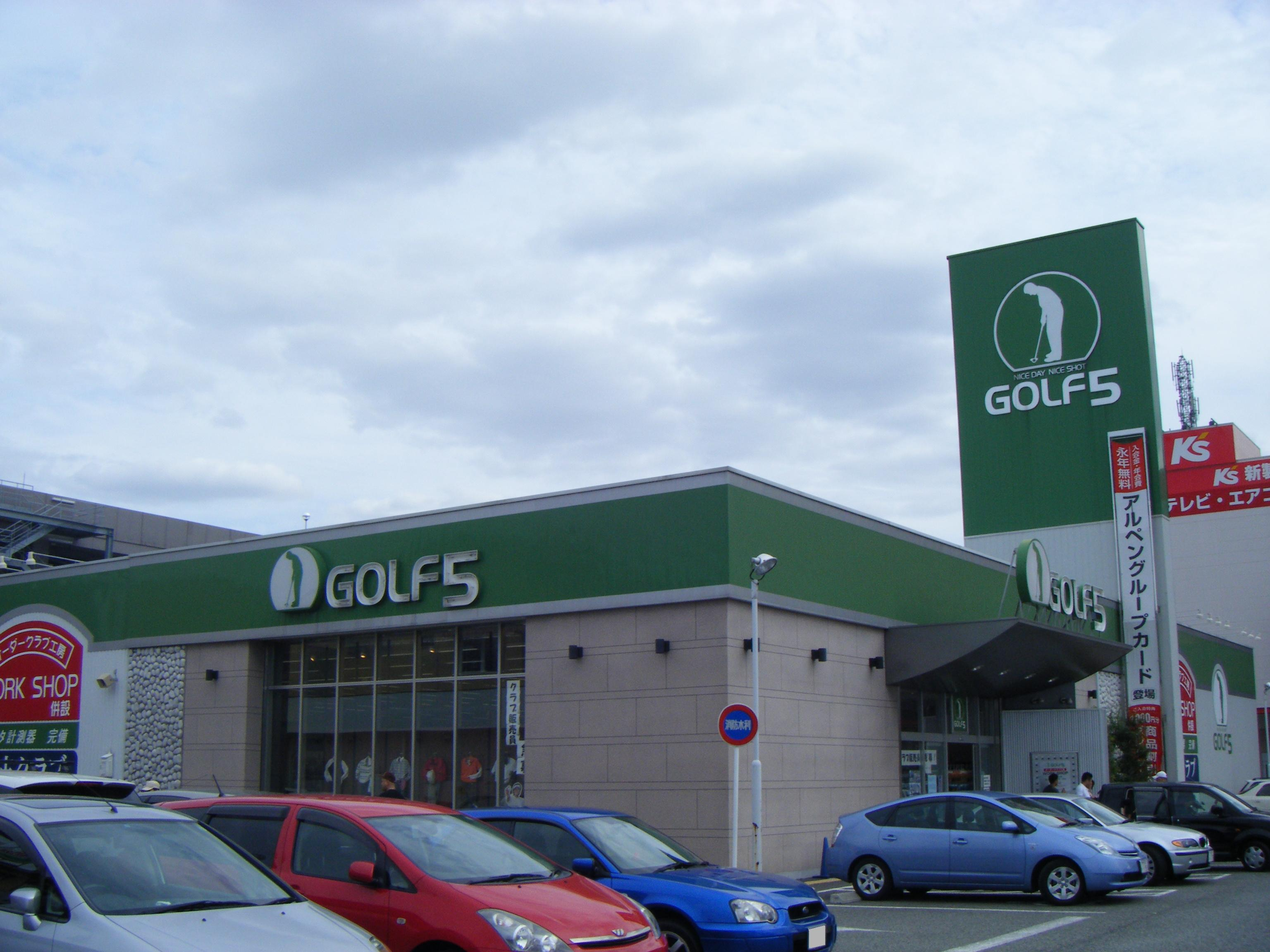
ゴルフ5 尼崎下坂部店
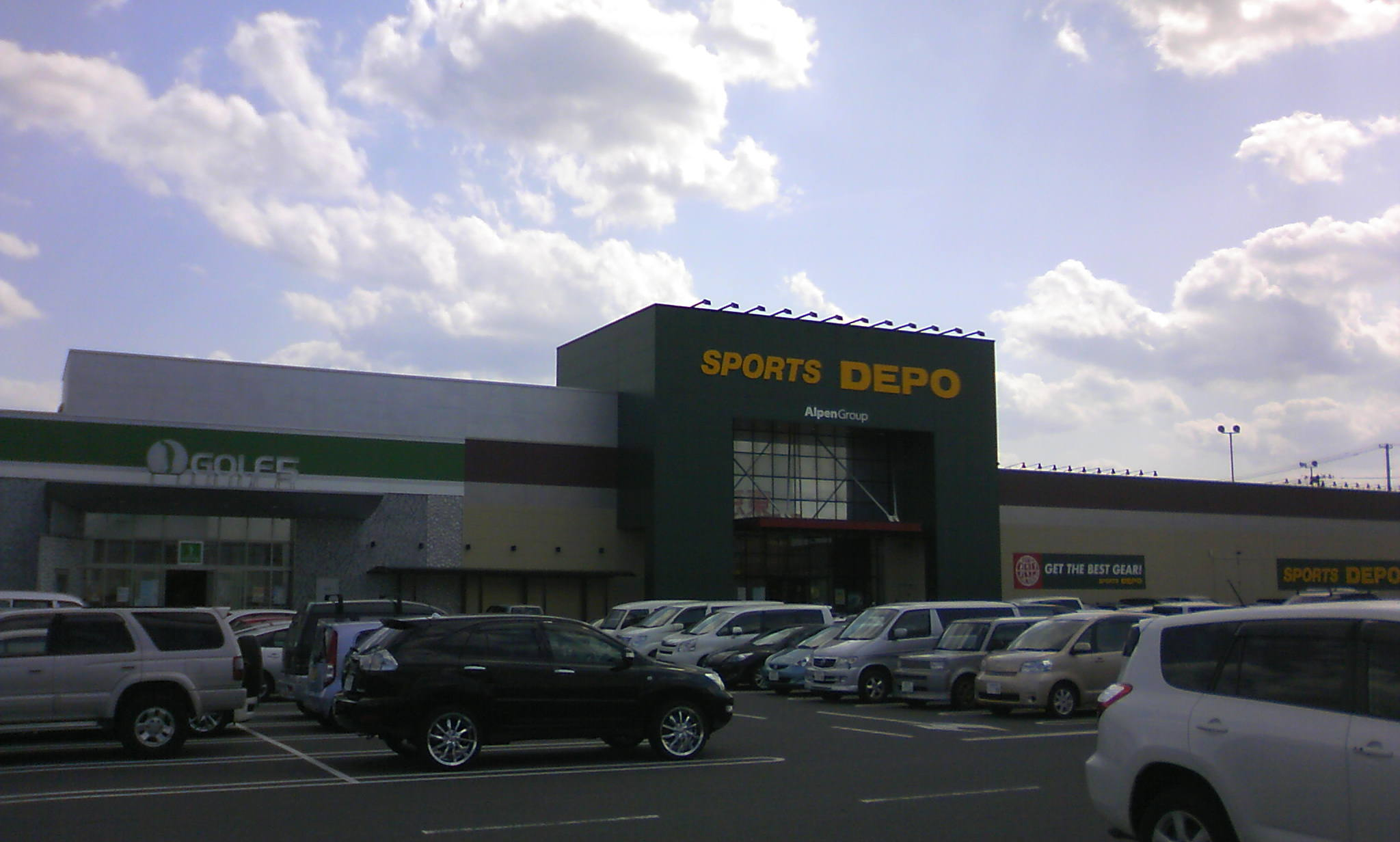
SPORTS DEPO仙台新港店
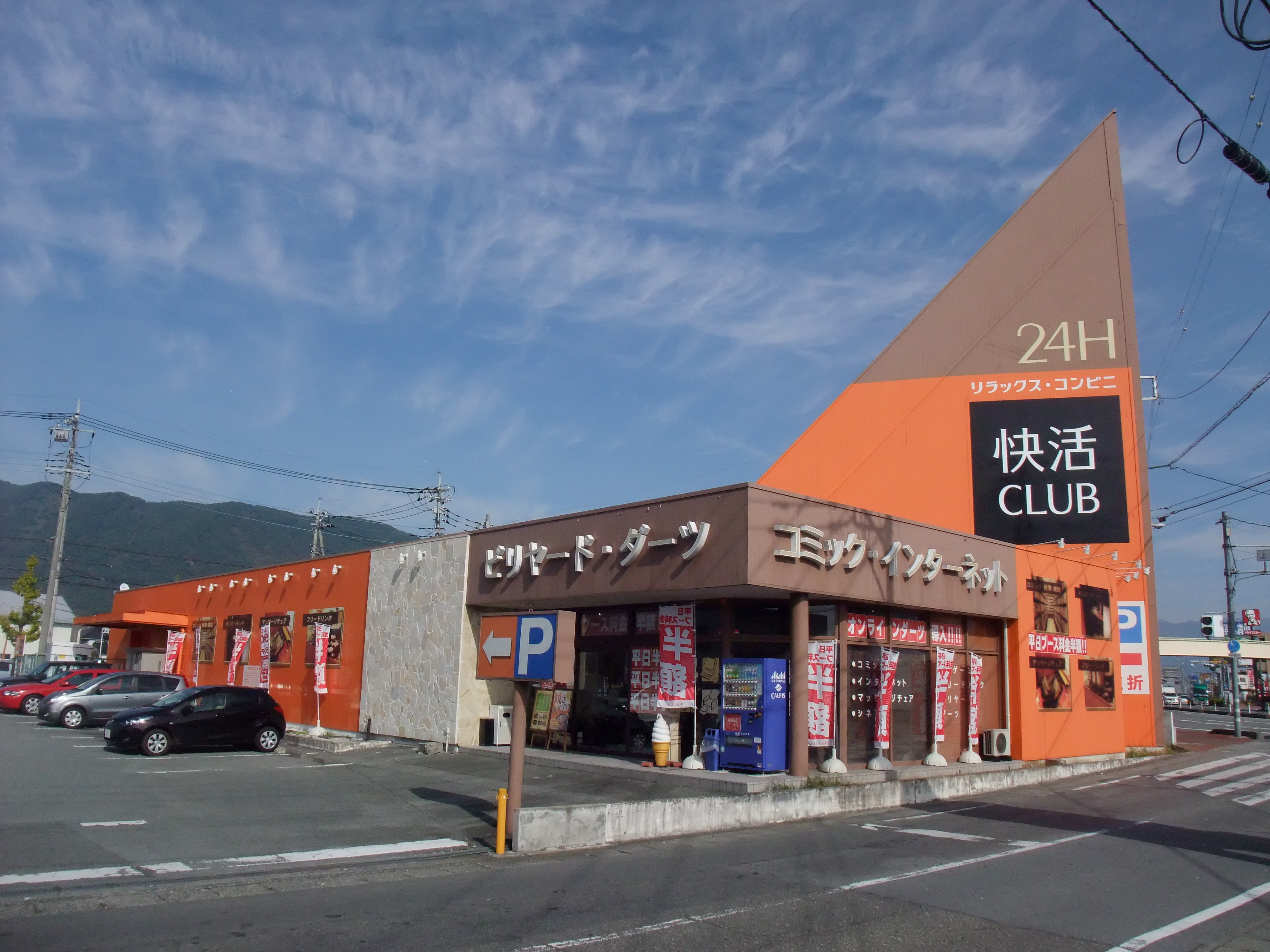
三角形の看板が残されている例（アルペン甲府店→快活CLUB甲府上阿原店）

## ブランド
- kissmark（キスマーク）[9]

アルペングループのスポーツアルペン、スポーツデポ、ゴルフ5で販売されている、スノーボード用品やゴルフ用品、一般アパレルなどを展開するプライベートブランド。
1997年に日本、ヨーロッパ、アメリカの共同企画でブランド発足。
ブランドコンセプトは「リアル」。ウェア、ボード、ブーツ、ビンディング（金具）、ゴーグルなどスノーボード用品全般を扱うブランドとして誕生し、ストリートテイストの商品群を特徴とする。後にゴルフ用品や一般アパレルなどに展開していった。
- IGNIO（イグニオ）[10]

2006年に誕生した、スポーツ用品の自社企画商品ブランド（プライベートブランド）である。製造・販売元はアルペングループの「ジャパーナ」。かつてアルペンが展開していた「BE-POP」や「NAKED」ブランドなどの数種の自社企画商品ブランドが統合された上で、全く新しいコンセプトのブランドとして誕生し、サッカー、野球、テニス、ゴルフ、ヨガ、さらにはウィンタースポーツまで幅広いカテゴリーをカバーし、あらゆるスポーツ関連用品をカバーしている。インターブランド社がネーミング・シンボル・ロゴを開発した。
「IGNIO」とは、Ignition（発火、点火）と Ignis（炎、情熱、輝くという意味のラテン語）から名づけられた造語。「スポーツを、もっと自由に。」をブランドステートメントとして、幅広いスポーツ用品を販売している。身につける人のスピリットに点火し、からだのスイッチがONになり、集中力を高めるイメージが表現されている。
同じアルペングループの「キスマークジャパン」が展開する「kissmark」ブランドとの違いは、kissmarkは基本的にスノーボードに端を発するストリートテイストのブランドであるのに対し、「IGNIO」ブランドは、子供からお年寄りまで幅広い年代に対応したベーシックなデザインである点が挙げられる。
2008年から5本指サンダルというユニークな商品を販売している。2009年10月1日には電動ハイブリッド自転車を発売した。また、「アイヒート」や「アイクール」といった機能性ウェアや、アーティストやキャラクターとのコラボ商品も多く発売している。
- Tigora
- Hart
- Fablice
- Tobunda
- SOUTHFIELD

## アルペン丸の内タワー
地上25階、地下1階高さ115.8mの超高層ビルで2007年6月に竣工した。
- 設計者 - 日本設計、景観設計室 タブラ・ラサ
- 施工者 - 竹中工務店
- 構造 - S造、一部SRC造
- 敷地面積 - 2,253m2
- 建築面積 - 1,532m2
- 延床面積 - 21,666m2

アルペン本社と、グループ企業のジャパーナ、キスマークジャパン、ロイヤルヒルズが入居するほか、2階にアルペンフィットネスクラブが入居する。

## CMソング
CMは若い男女のゲレンデでの恋愛模様を描いた物が多く、CMソングもカップルの恋模様をテーマにした楽曲が起用されていた。中でも1993年のCMソングに起用された広瀬香美の「ロマンスの神様」が大ヒットとなり、このCMから広瀬は「冬の女王」の地位を構築した。
| 年     | 歌手名       | 曲名                               | 出演                                     | 備考 |
| ------ | ------------ | ---------------------------------- | ---------------------------------------- | --- |
| 1989年 | GO-BANG'S    | あいにきて I・NEED・YOU!           | 松本典子, 真木蔵人                       | |
| 1990年 | LINDBERG     | Dream On 抱きしめて                | 松本典子, 真木蔵人                       | |
| 1990年 | 東京少年     | Shy Shy Japanese                   | 田中律子, 真木蔵人                       | |
| 1991年 | 田中律子     | alibi                              | 田中律子, 真木蔵人                       | |
| 1991年 | FAIRCHILD    | スキスキ有頂天国                   | 田中律子                                 | |
| 1992年 | L⇔R          | LAZY GIRL                          | 田中律子, 常盤貴子                       | |
| 1992年 | 貴島サリオ   | あきらめないで                     |                                          | |
| 1993年 | 広瀬香美     | ロマンスの神様                     | 村上淳, 三浦早苗                         | 広瀬は、当社を意識し「ゲレンデ」「スキー」等の単語を交えて作曲した「How To Love」と、冬をうたったものではない当曲を候補として用意したところ、本命ではなかった当曲が採用された。 |
| 1994年 | 広瀬香美     | 幸せをつかみたい                   | 荒木定虎, 坂下千里子                     | |
| 1995年 | 広瀬香美     | ゲレンデがとけるほど恋したい       | 鈴木一真, 坂下千里子                     | 映画「ゲレンデがとけるほど恋したい。」(アルペン制作)主題歌 |
| 1996年 | 広瀬香美     | DEAR...again                       | 加藤晴彦, 増田裕子                       | |
| 1997年 | 広瀬香美     | 真冬の帰り道                       | 加藤晴彦, 増田裕子                       | |
| 1997年 | 広瀬香美     | promise                            | 加藤晴彦, 渡邊真里子                     | |
| 1998年 | 広瀬香美     | ピアニシモ                         | 加藤晴彦, 渡邊真里子                     | |
| 1998年 | 広瀬香美     | ストロボ                           | 加藤晴彦, 内田なお                       | |
| 1998年 | 槇原敬之     | STRIPE!                            |                                          | 『WINTER FAIR篇』 |
| 1999年 | 広瀬香美     | I Wish                             | 加藤晴彦, 内田なお                       | |
| 1999年 | 広瀬香美     | 恋のベスト10                       | 加藤晴彦, 品田ゆい                       | |
| 2000年 | 広瀬香美     | BEGIN 〜いくつもの冬を越えて〜     | 加藤晴彦, 品田ゆい                       | |
| 2001年 | 広瀬香美     | Search-Light                       | 加藤晴彦, 椎名法子                       | |
| 2001年 | 広瀬香美     | Velvet                             | 加藤晴彦, 椎名法子                       | |
| 2002年 | 広瀬香美     | 月の下で逢いましょう               | 加藤晴彦, 椎名法子                       | |
| 2002年 | MINMI        | T.T.T.                             | 加藤晴彦                                 | |
| 2003年 | melody.      | Crystal Love                       | 加藤晴彦                                 | |
| 2004年 | melody.      | Next to You                        | 加藤晴彦                                 | |
| 2005年 | SOULHEAD     | SPARKLE☆TRAIN                      | 加藤晴彦                                 | |
| 2006年 | 磯貝サイモン | 君はゆける                         | 加藤晴彦                                 | |
| 2007年 | 広瀬香美     | ロマンスの神様〜弾き歌いVersion〜  | 加藤晴彦, 上村愛子                       | アルペン・スポーツデポ |
| 2008年 | 広瀬香美     | 冬のモチベーション                 | 加藤晴彦, 上村愛子                       | アルペン・スポーツデポ |
| 2009年 | 広瀬香美     | とろけるリズム                     | 加藤晴彦, 上村愛子                       | アルペン・スポーツデポ |
| 2010年 | 広瀬香美     | LOVE-MEETING                       | 加藤晴彦, 川崎郁美                       | アルペン・スポーツデポ |
| 2011年 | 広瀬香美     | フリーダム                         | 加藤晴彦, 桜田加菜, 友理奈               | アルペン・スポーツデポ『雪ガール篇』 |
| 2012年 | 広瀬香美     | Love Again                         | 加藤晴彦, 竹下明希                       | アルペン・スポーツデポ |
| 2013年 | 広瀬香美     | ストレートに好きと言おう           | 加藤晴彦, 高杉あおい                     | アルペン・スポーツデポ |
| 2014年 | 広瀬香美     | Snow Fall                          | 加藤晴彦                                 | アルペン・スポーツデポ |
| 2015年 | 広瀬香美     | 出会いの奇跡を大切に               | 加藤晴彦                                 | アルペン・スポーツデポ |
| 2016年 | 広瀬香美     | ロマンスの神様 2016 青い冬ハジマレ | 永野芽郁                                 | アルペン・スポーツデポ |
| 2022年 | 広瀬香美     | ロマンスの神様                     | 広瀬香美,水野 敦之（アルペン代表取締役） | アルペングループ創業50周年特別WEB CM ※歌は冒頭のみで広瀬によるアカペラ |

## 主なスポンサー番組
現在
- スポーツスタジアム（中京テレビ）
- neo sportsシリーズ（主に「GOLF5」として不定期提供、テレビ東京）

過去
- クイズ!年の差なんて（フジテレビ）
- ビートたけしのつくり方（フジテレビ）
- 極楽自由区（「ジャパーナ」名義として提供、TBS）
- 美味しんぼ（日本テレビ系）
- YAWARA!（読売テレビ制作・日本テレビ系）
- 快快!高田病院へ行こう（中京テレビ制作・日本テレビ系）
- 巨泉の使えない英語（「ジャパーナ」名義として提供、ABC制作・テレビ朝日系）
- 石坂浩二の世界うらもおもても（テレビ朝日系）
- 激生!スポーツTODAY（テレビ東京）
- ゴルフの真髄（「GOLF5」「Tobunda」名義として提供、テレビ東京）

## テレビ番組
- 日経スペシャル カンブリア宮殿 スポーツで、日本を元気、健康に変える!（2013年2月28日、テレビ東京）- アルペン社長（当時） 水野泰三出演[13]。

## 関連会社
- 株式会社ジャパーナ
- 株式会社キスマークジャパン
- 株式会社スポーツロジスティックス
- 無錫ジャパーナ体育用品有限公司
- 株式会社エス・エー・ピー
- （2010年6月1日に株式会社アルペンに吸収合併）株式会社ロイヤルヒルズ

## 不祥事
2020年11月29日午後、創業者で当時会長であった水野秦三が、名古屋市中区の宿泊施設の客室で、女性の背後から首を絞めるなどの暴行を加え、体を触るなどのわいせつな行為をして、むち打ちやぎっくり腰など3週間のけがを負わせ、さらに女性の現金10万円と運転免許証を盗むなどしたとして、翌2021年2月10日に愛知県警察中警察署に逮捕された。秦三はこれを理由として同月12日付けで会長職を辞任。

## その他
- 2001年度、JR東日本とタイアップしてスキー臨時列車「シュプール号」の列車名称の一部を、「シュプール○○」から「アルペン○○」に変更した[16]。
- 東海地方を中心としたフィットネスクラブを運営しており、「アルペンフィットネスクラブ」と女性専用小規模店の「アルペンクイックフィットネス」を展開している（現存するかは不明）。
- Tポイントを貯め使用することができたが（税抜200円で1ポイント）、2019年3月31日をもって終了[17]。同年4月以降は楽天スーパーポイントに切り替わり、提携クレジットカードである「アルペングループ楽天カード」を発行した。また、楽天カード所持者も追加所持可能[18]。
- アルペンの「大きな三角形の看板」は特徴的で、アルペンの閉店後も看板部分は残り後継店舗に利用されることが多いため、その様子が話題とされることが少なくない。中でも笑い飯の哲夫は「元アルペン講座」として持ちネタにしており、2022年にはアルペンの創業50周年を記念して哲夫とアルペンのタイアップ動画が期間限定で公開された[19]。